# Epiphile plutonia
Epiphile plutonia är en fjärilsart som beskrevs av Bates 1864. Epiphile plutonia ingår i släktet Epiphile och familjen praktfjärilar. Inga underarter finns listade i Catalogue of Life.